# Coupe du monde de cyclo-cross 2015-2016
Navigation
2014-2015 2016-2017
La Coupe du monde de cyclo-cross 2015-2016 est la 23e édition de la coupe du monde de cyclo-cross qui a lieu du 16 septembre 2015 à Las Vegas au 24 janvier 2016 à Hoogerheide. Elle comprend sept manches pour les hommes et femmes élites et six manches pour les catégories juniors et espoirs hommes, dont une organisée en Amérique du Nord,. C'est la première fois qu'une manche de la Coupe du monde est organisée en dehors de l'Europe. Toutes les épreuves font partie du calendrier de la saison de cyclo-cross masculine et féminine 2015-2016.

## Calendrier
| # | Date         | Course                                |
| - | ------------ | ------------------------------------- |
| 1 | 16 septembre | Las Vegas (CrossVegas)                |
|   | 19 septembre | Montréal                              |
| 2 | 18 octobre   | Valkenburg (Cauberg Cyclo-Cross)      |
| 3 | 22 novembre  | Coxyde (Duinencross)                  |
| 4 | 20 décembre  | Namur (Cyclo-cross de la Citadelle)   |
| 5 | 26 décembre  | Heusden-Zolder (GP Eric De Vlaeminck) |
| 6 | 17 janvier   | Lignières                             |
| 7 | 24 janvier   | Hoogerheide (GP Adrie van der Poel)   |

## Hommes élites

### Résultats
| # | Date         | Lieu                                  | Vainqueur            | Deuxième      | Troisième              | Leader du classement général |
| - | ------------ | ------------------------------------- | -------------------- | ------------- | ---------------------- | ---------------------------- |
| 1 | 16 septembre | Las Vegas (CrossVegas)                | Wout van Aert        | Sven Nys      | Michael Vanthourenhout | Wout van Aert                |
| 2 | 18 octobre   | Valkenburg (Cauberg Cyclo-Cross)      | Lars van der Haar    | Wout van Aert | Sven Nys               | Wout van Aert                |
| 3 | 22 novembre  | Coxyde (Duinencross)                  | Sven Nys             | Wout van Aert | Mathieu van der Poel   | Wout van Aert                |
| 4 | 20 décembre  | Namur (Cyclo-cross de la Citadelle)   | Mathieu van der Poel | Wout van Aert | Kevin Pauwels          | Wout van Aert                |
| 5 | 26 décembre  | Heusden-Zolder (GP Eric De Vlaeminck) | Mathieu van der Poel | Kevin Pauwels | Lars van der Haar      | Wout van Aert                |
| 6 | 17 janvier   | Lignières                             | Mathieu van der Poel | Wout van Aert | Lars van der Haar      | Wout van Aert                |
| 7 | 24 janvier   | Hoogerheide (GP Adrie van der Poel)   | Mathieu van der Poel | Wout van Aert | Kevin Pauwels          | Wout van Aert                |

### Classement général
| Pos | Coureur              | Points |
| --- | -------------------- | ------ |
| 1   | Wout van Aert        | 476    |
| 2   | Lars van der Haar    | 433    |
| 3   | Kevin Pauwels        | 421    |
| 4   | Sven Nys             | 389    |
| 5   | Mathieu van der Poel | 385    |
| 6   | Laurens Sweeck       | 331    |
| 7   | Tom Meeusen          | 321    |
| 8   | Toon Aerts           | 284    |
| 9   | Klaas Vantornout     | 265    |
| 10  | Gianni Vermeersch    | 259    |

## Femmes élites

### Résultats
| # | Date         | Lieu                                  | Vainqueur      | Deuxième          | Troisième         | Leader du classement général |
| - | ------------ | ------------------------------------- | -------------- | ----------------- | ----------------- | ---------------------------- |
| 1 | 16 septembre | Las Vegas (CrossVegas)                | Katerina Nash  | Eva Lechner       | Sanne Cant        | Katerina Nash                |
| 2 | 18 octobre   | Valkenburg (Cauberg Cyclo-Cross)      | Eva Lechner    | Kaitlin Antonneau | Pavla Havlíková   | Eva Lechner                  |
| 3 | 22 novembre  | Coxyde (Duinencross)                  | Sanne Cant     | Nikki Harris      | Katherine Compton | Sanne Cant                   |
| 4 | 20 décembre  | Namur (Cyclo-cross de la Citadelle)   | Nikki Harris   | Caroline Mani     | Eva Lechner       | Eva Lechner                  |
| 5 | 26 décembre  | Heusden-Zolder (GP Eric De Vlaeminck) | Sanne Cant     | Katherine Compton | Ellen Van Loy     | Sanne Cant                   |
| 6 | 17 janvier   | Lignières                             | Sanne Cant     | Ellen Van Loy     | Eva Lechner       | Sanne Cant                   |
| 7 | 24 janvier   | Hoogerheide (GP Adrie van der Poel)   | Sophie de Boer | Thalita de Jong   | Nikki Harris      | Sanne Cant                   |

### Classement général
| Pos | Coureur           | Points |
| --- | ----------------- | ------ |
| 1   | Sanne Cant        | 317    |
| 2   | Eva Lechner       | 276    |
| 3   | Nikki Harris      | 229    |
| 4   | Ellen Van Loy     | 225    |
| 5   | Katherine Compton | 192    |
| 6   | Sophie de Boer    | 185    |
| 7   | Caroline Mani     | 181    |
| 8   | Pavla Havlíková   | 175    |
| 9   | Helen Wyman       | 174    |
| 10  | Kaitlin Antonneau | 154    |

## Hommes espoirs

### Résultats
| # | Date        | Lieu                                  | Vainqueur         | Deuxième         | Troisième         | Leader du classement général |
| - | ----------- | ------------------------------------- | ----------------- | ---------------- | ----------------- | ---------------------------- |
| 1 | 18 octobre  | Valkenburg (Cauberg Cyclo-Cross)      | Gioele Bertolini  | Eli Iserbyt      | Clément Russo     | Gioele Bertolini             |
| 2 | 22 novembre | Coxyde (Duinencross)                  | Eli Iserbyt       | Daan Hoeyberghs  | Daan Soete        | Eli Iserbyt                  |
| 3 | 20 décembre | Namur (Cyclo-cross de la Citadelle)   | Eli Iserbyt       | Gioele Bertolini | Quinten Hermans   | Eli Iserbyt                  |
| 4 | 26 décembre | Heusden-Zolder (GP Eric De Vlaeminck) | Joris Nieuwenhuis | Daan Hoeyberghs  | Adam Toupalik     | Eli Iserbyt                  |
| 5 | 17 janvier  | Lignières                             | Eli Iserbyt       | Quinten Hermans  | Joris Nieuwenhuis | Eli Iserbyt                  |
| 6 | 24 janvier  | Hoogerheide (GP Adrie van der Poel)   | Quinten Hermans   | Eli Iserbyt      | Clément Russo     | Eli Iserbyt                  |

### Classement général
Seuls les quatre meilleurs résultats de chaque coureur sont pris en compte pour calculer le classement général final de la Coupe du monde.
| Pos | Coureur           | Points |
| --- | ----------------- | ------ |
| 1   | Eli Iserbyt       | 230    |
| 2   | Quinten Hermans   | 195    |
| 3   | Joris Nieuwenhuis | 170    |
| 4   | Daan Hoeyberghs   | 170    |
| -   | Clément Russo     | 170    |
| 6   | Gioele Bertolini  | 162    |
| 7   | Daan Soete        | 150    |
| 8   | Adam Toupalik     | 109    |
| 9   | Yannick Peeters   | 109    |
| 10  | Martijn Budding   | 90     |

## Hommes juniors

### Résultats
| # | Date        | Lieu                                  | Vainqueur     | Deuxième       | Troisième       | Leader du classement général |
| - | ----------- | ------------------------------------- | ------------- | -------------- | --------------- | ---------------------------- |
| 1 | 18 octobre  | Valkenburg (Cauberg Cyclo-Cross)      | Jappe Jaspers | Jens Dekker    | Seppe Rombouts  | Jappe Jaspers                |
| 2 | 22 novembre | Coxyde (Duinencross)                  | Jens Dekker   | Jappe Jaspers  | Mitch Groot     | Jappe Jaspers Jens Dekker    |
| 3 | 20 décembre | Namur (Cyclo-cross de la Citadelle)   | Jappe Jaspers | Jens Dekker    | Tanguy Turgis   | Jens Dekker                  |
| 4 | 26 décembre | Heusden-Zolder (GP Eric De Vlaeminck) | Thomas Bonnet | Jappe Jaspers  | Tanguy Turgis   | Jappe Jaspers                |
| 5 | 17 janvier  | Lignières                             | Mitch Groot   | Jakob Dorigoni | Mickaël Crispin | Jappe Jaspers                |
| 6 | 24 janvier  | Hoogerheide (GP Adrie van der Poel)   | Jens Dekker   | Thomas Pidcock | Thijs Wolsink   | Jens Dekker                  |

### Classement général
Seuls les quatre meilleurs résultats de chaque coureur sont pris en compte pour calculer le classement général final de la Coupe du monde.
| Pos | Coureur         | Points |
| --- | --------------- | ------ |
| 1   | Jens Dekker     | 220    |
| 2   | Jappe Jaspers   | 220    |
| 3   | Tanguy Turgis   | 170    |
| 4   | Mitch Groot     | 164    |
| 5   | Mickaël Crispin | 146    |
| 6   | Seppe Rombouts  | 130    |
| 7   | Thijs Wolsink   | 127    |
| 8   | Thomas Bonnet   | 126    |
| 9   | Jakob Dorigoni  | 123    |
| 10  | Gage Hecht      | 115    |